# Baron Dunleath
Baron Dunleath, of Ballywalter in the County of Down, ist ein erblicher britischer Adelstitel in der Peerage of the United Kingdom.
Familiensitz der Barone ist Ballywalter Park bei Newtownards im County Down.

## Verleihung
Der Titel wurde am 29. August 1892 für den irischen Textilfabrikanten und ehemaligen konservativen Unterhausabgeordneten John Mulholland geschaffen.
Beim kinderlosen Tod seines Urenkels, des 4. Barons, am 9. Januar 1993 fiel der Titel an dessen Cousin als 5. Baron, der bereits 1971 von seinem Vater den fortan nachgeordneten Titel 2. Baronet, of Ballyscullion Park in the County of Derry, der diesem am 3. Juli 1945 verliehen worden war, geerbt hatte.
Heutiger Titelinhaber ist seit 1997 dessen Sohn Brian Mulholland als 6. Baron.

## Liste der Barone Dunleath (1892)
- John Mulholland, 1. Baron Dunleath (1819–1895)
- Henry Mulholland, 2. Baron Dunleath (1854–1931)
- Charles Mulholland, 3. Baron Dunleath (1886–1956)
- Charles Mulholland, 4. Baron Dunleath (1933–1993)
- Michael Mulholland, 5. Baron Dunleath (1915–1997)
- Brian Mulholland, 6. Baron Dunleath (* 1950)

Titelerbe (Heir Apparent) ist der Sohn des aktuellen Titelinhabers Hon. Andrew Mulholland (* 1981).